# Rino Benedetti
Rino Benedetti (Ponte Buggianese, 18 november 1928 – Lucca, 17 juni 2002) was een Italiaans wielrenner. Hij wist in alle drie de grote rondes een etappe te winnen.

## Palmares
1950
Gran Premio Montanino
1951
Giro del Mendrisiotto
1952
8e etappe Ronde van Italië
1953
GP di Prato
1954
Coppa Sabatini
1955
Trofeo Fenaroli
Ronde van Reggio Calabria
8e en 16e etappe Ronde van Italië
1956
Etappe 2b (TTT) Ronde van Italië
1957
9e etappe Ronde van Spanje
1958
Coppa Città di Busto Arsizio
2e en 4e etappe Ronde van Zwitserland
2e en 4e etappe Ronde van Sicilië
1959
Ronde van Campania
10e etappe Ronde van Italië
Ronde van Veneto
Coppa Sabatini
1961
Gran Premio Industria di Quarrata
Trofeo Fenaroli
Etappe 1a Vierdaagse van Duinkerke
1962
22e etappe Ronde van Frankrijk
2e etappe Ronde van Catalonië

### Resultaten in voornaamste wedstrijden
| Jaar | Ronde van Italië | Ronde van Frankrijk | Ronde van Spanje |
| ---- | ---------------- | ------------------- | ---------------- |
| 1951 |                  |                     |                  |
| 1952 | 48e (1)          |                     |                  |
| 1953 | opgave           |                     |                  |
| 1954 | 34e              |                     |                  |
| 1955 | 49e (2)          | 42e                 |                  |
| 1956 | 18e              |                     |                  |
| 1957 | opgave           |                     | 36e (1)          |
| 1958 | 37e              |                     |                  |
| 1959 | 23e (1)          |                     |                  |
| 1960 | 18e              |                     |                  |
| 1961 | opgave           |                     |                  |
| 1962 | 30e              | 64e (1)             |                  |
| 1963 | 39e              |                     |                  |

| Jaar | Milaan-San Remo | Parijs-Roubaix | Luik-Bast.‑Luik | Ronde van Lombardije | Coppa Sabatini | GP Industria & Commercio di Prato | Ronde van Veneto |  | WK op de weg |
| ---- | --------------- | -------------- | --------------- | -------------------- | -------------- | --------------------------------- | ---------------- |  | ------------ |
| 1951 |                 |                |                 | 22e                  |                |                                   |                  |  |              |
| 1952 | 98e             | opgave         |                 |                      |                |                                   |                  |  |              |
| 1953 |                 |                | 23e             | 60e                  |                | Goud                              |                  |  |              |
| 1954 |                 |                |                 |                      | Goud           | 11e                               | 17e              |  |              |
| 1955 | 83e             |                |                 | 11e                  |                |                                   |                  |  |              |
| 1956 |                 |                |                 | 63e                  |                |                                   |                  |  |              |
| 1957 |                 |                |                 | 14e                  |                |                                   |                  |  |              |
| 1958 |                 |                |                 | 79e                  |                | 12e                               |                  |  |              |
| 1959 | 24e             |                |                 | 9e                   | Goud           | 16e                               | Goud             |  | 19e          |
| 1960 |                 |                |                 | 10e                  |                | 7e                                | 47e              |  |              |
| 1961 | ↑               | 74e            |                 |                      | 26e            | 4e                                |                  |  |              |
| 1962 | 12e             |                |                 |                      |                | 17e                               |                  |  |              |
| 1963 | 40e             |                |                 |                      | 31e            |                                   |                  |  |              |